# Jogos Pan-Americanos Júnior de 2021
Os Jogos Pan-Americanos Júnior de 2021, Jogos Pan-Americanos Juniores de 2021, ou Jogos Pan-Americanos Juvenis de 2021, é um evento multi-esportivo internacional para atletas entre 12 e 22 anos dos 41 Comitês Olímpicos Nacionais membros da Organização Desportiva Pan-Americana (ODEPA). Tem como sede principal a cidade de Santiago de Cali, na Colômbia e como sede algumas cidades vizinhas e também da província do Vale de Cauca e em alguns esportes eles serão classificatórios nominalmente para os Jogos Pan-Americanos de 2023.
As datas preliminares do evento seriam de 5 a 19 de junho de 2021, mas devido á Pandemia de COVID-19, que acabou ocasionando no adiamento dos Jogos Olímpicos de Verão de 2020 para o período de 23 de julho a 8 de agosto de 2021 e dos Jogos Paralímpicos de Verão de 2020 para o período de 24 de agosto a 5 de setembro, a PanAm Sports anunciou em 13 de agosto de 2020, o adiamento das competições para os dias 9 e 19 de setembro, evitando um choque de datas com os dois eventos. Em 13 de maio de 2021, a PanAm Sports e o Comitê Olímpico Colombiano anunciam o adiamento dos jogos pela segunda vez, mas agora no período de 25 de novembro a 5 de dezembro. O motivo do novo adiamento se trata de dar um tempo maior para a imunização dos grupos prioritários nos países participantes. O evento também marca a preparação de atletas jovens para os Jogos Olímpicos de Verão de 2024.

## Escolha das candidaturas
Em 16 de janeiro de 2019,o presidente da PanAm Sports,o chileno Neven Iván Ilic Álvarez  anunciou  que três cidades do continente estavam interessadas em sediar a primeira edição do evento. Além disso, também anunciou a primeira edição da Gala Desportiva da PanAm Sports que deveria ser realizada no final daquele ano, que será em Fort Lauderdale, nos Estados Unidos. A reunião para a escolha da sede, ocorreu nos dias 27 e 28 de março de 2019 em San José da Costa Rica.

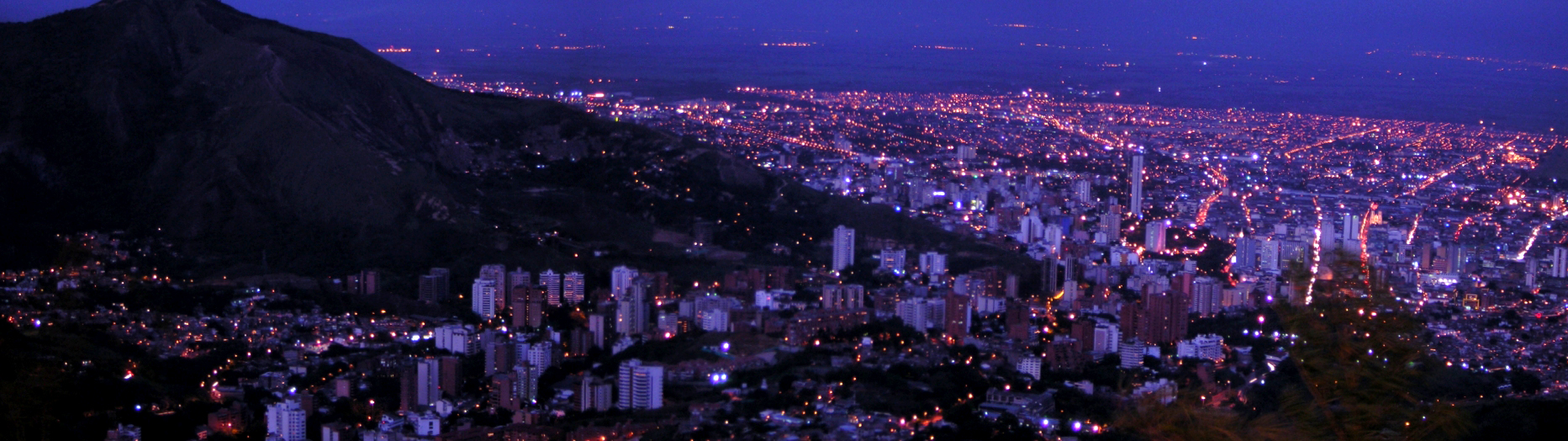
Panorama de Cali

 Santiago de Cali - Vale do Cauca: O presidente do Comitê Olímpico Colombiano, Baltazar Medina, anunciou que o país estava considerando em apresentar uma candidatura para o evento,já que o país conseguiu sediar recentemente os Jogos Bolivarianos de 2017 e os Jogos Centro-Americanos e do Caribe de 2006 e de Jogos Centro-Americanos e do Caribe de 2018, sendo a última edição deste realizada em Barranquilla. A proposta colombiana também envolverá diversas cidades dos Vale do Cauca, especificamente nas cidades de Palmira, Buga e Calima El Darién.A candidatura colombiana também era motivada pelo cinquenário dos Jogos Pan-Americanos de 1971 realizados também na Colômbia. Em 28 de março, a cidade foi declarada vencedora do pleito, derrotando Santa Ana.
 Santa Ana: Em 29 de janeiro de 2019, a prefeita de Santa Ana,Milena Calderón confirmou que a cidade estava interessada em apresentar um projeto: "Estamos preparando todas as apresentações  prévias ao um encontro da PanAm Sports realizado na Costa Rica, onde El Salvador, através de Santa Ana fará a primeira apresentação."  O presidente do Comitê Olímpico Salvadorenho, Eduardo Palomo, abraçou a causa anunciando a data de 31 de janeiro, como o limite para a apresentação de documentos as entidades. Caso Santa Ana fosse escolhida, a cidade Santa Tecla serviria como uma das subsedes.
 Monterrey: O presidente do Comitê Olímpico Mexicano, Carlos Padilla,chegou a manifestar que a cidade de Monterrey estaria interessada em sediar o evento, afirmando que "O México espera que em 2021,o evento seja realizado em Monterrey;esta é uma cidade que tem a infraestrutura adequada para realizá-los."No entanto,um pequeno investimento financeiro será necessária." Porém, temendo falta de apoio do governo mexicano, a cidade retirou sua candidatura as vésperas da votação e está considerando uma segunda candidatura,agora para 2025.

## Comitê Organizador

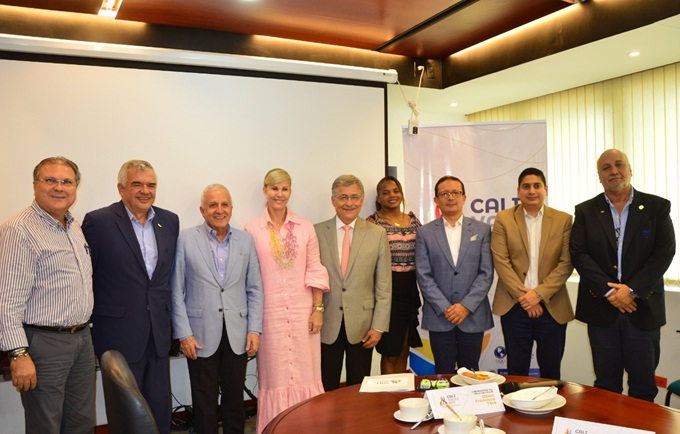
Comitê Organizador dos Jogos Pan-Americanos Juniores Cali - Valle 2021

Seguindo a portaria nº 015,emitida pelo Comitê Olímpico da Colômbia é decido que o Comitê Organizador dos Primeiros Jogos Pan-Americanos Júnior Cali 2021 se torna o responsável por organizar e gerir tudo aquilo que será relacionado aos Jogos..
O comitê é composto por:
- Baltazar Medina, Presidente do Comitê Olímpico da Colômbia.
- Ciro Solano, Secretário Geral do Comitê Olímpico da Colômbia.
- Ernesto Lucena, ministro do Esporte da Colômbia.
- Miguel Acevedo, diretor de posicionamento e liderança do Ministério do Esporte.
- Clara Roldán, governadora do Vale do Cauca.
- Jorge Iván Ospina, prefeito de Cali.
- Victor Manuel Ramos, Representante dos 41 Comitês Olímpicos Nacionais membros da PanAmSports
- Adriana Herrera Botta e Roberto Pizarro Mondragón, representantes do setor privado.
- Jackeline Renteria,lutadora,duas vezes medalhista olímpica, representante dos atletas.

## Proposta educacional
Para as autoridades locais e para a ODEPA,a escolha da cidade como a sede,não implica em uma responsabilidade esportiva, mas também um compromisso cultural, educacional e social.
A proposta educacional terá dois aspectos em mente:
 A Agenda Educacional 
Serão uma série de conferências com os mais importantes medalhistas pan-americanos, mundiais e olímpicos; também palestras e workshops focados no desaprendizado da violência através do esporte e no tema da inclusão social. Experiências bem-sucedidas na vida pós-esporte serão adicionadas a esses temas, entre outros tópicos de interesse.
 As Escolas Pan-Americanas 
Para dar continuidade a essa troca de conhecimentos, um ano antes do início dos Jogos serão criadas as Escolas Pa-Americanas,que serão um projeto conjunto entre as secretárias locais e departamentais,com o envolvimento  de escolas públicas e privadas, além de universidades e a Escuela Nacional de los Esportes, que terão a responsabilidade de desenvolver treinamentos que promovam o espírito e a cultura do esporte na juventude.

## Locais de Competição
Os jogos acontecem na região do Valle del Cauca. Além de Cáli, que recebe a maioria das competições e as cerimônias de inauguração e extinção, os jogos tem subsedes em cidades como Palmira, Guadalajara de Buga, Calima El Darién, Jamundí, Yumbo e Barranquilla.
| Cáli                                       | Cáli   | Cáli                                                               |
| ------------------------------------------ | ------ | ------------------------------------------------------------------ |
| Local                                      | Imagem | Evento                                                             |
| Estadio Olímpico Pascual Guerrero          |        | Atletismo e Cerimônia de Abertura                                  |
| Hernando Botero O'byrne Swimming Pools     |        | Natação, Natação Artística e Saltos                                |
| Canchas Panamericanas                      |        | Basquete 3x3 e Vôlei de Praia                                      |
| Mundialista Coliseum Ivan Vassilev Todorov | —      | Handebol                                                           |
| Coliseu de Boliche                         | —      | Boliche                                                            |
| Velódromo Alcides Nieto Patiño             |        | Ciclismo de Pista, Patinação Artística e Cerimônia de Encerramento |
| Skate Park Calida                          |        | Skate                                                              |
| Coliseo El Pueblo                          |        | Ginástica                                                          |
| Coliseum Hockey Miguel Calero              |        | Lutas e Taekwondo                                                  |
| Patinodromo Mundialista                    | —      | Patinação sobre Rodas                                              |
| Club Campestre de Cali                     | —      | Pentatlo Moderno, Squash e Tênis                                   |
| Coliseo Evangelista Mora                   |        | Vôlei                                                              |
| Club Desportivo La CVC Bernardo Tobar      | —      | Tiro desportivo                                                    |

| Valle del Cauca                                   | Valle del Cauca | Valle del Cauca       |
| Palmira                                           | Palmira         | Palmira               |
| ------------------------------------------------- | --------------- | --------------------- |
| Local                                             | Imagem          | Evento                |
| Coliseo Blanco Muntifuncional 1                   | —               | Levantamento de Peso  |
| Ramon Elias Lopez Coliseum                        | —               | Tênis de Mesa         |
| Estadio Francisco Rivera Escobar                  |                 | Tiro com Arco         |
| Guadalajara de Buga                               |                 |                       |
| Coliseo Luis Ignacio Alvarez Ospina               | —               | Boxe                  |
| Challenger Track Polideportivo del Norte          | —               | Ciclismo BMX          |
| Circuito Urbano                                   | —               | Ciclismo de Rua       |
| Calima El Darién                                  |                 |                       |
| Local                                             | Imagem          | Evento                |
| Lago Calima                                       |                 | Canoagem, Remo e Vela |
| Circuito Urbano                                   | —               | Triatlo               |
| Jamundí                                           |                 |                       |
| Local                                             | Imagem          | Evento                |
| Coliseo de Combate Yuri Alvear                    | —               | Judô e Caratê         |
| Yumbo                                             |                 |                       |
| Local                                             | Imagem          | Evento                |
| Centro de Eventos Valle del Pacifico              |                 | Esgrima               |
| Coliseo Cubierto Carlos Alberto Bejarano Castillo | —               | Badminton             |
| Pista Raúl Pizarro                                | —               | Ciclismo de Montanha  |
| Barranquilla                                      |                 |                       |
| Local                                             | Imagem          | Evento                |
| Estadio Edgar Rentería                            |                 | Beisebol              |
| Estadio Edgardo Schemel                           | —               | Softbol               |

## Experiência
Durante a Assembleia Geral da PanAm Sports,realizada durante os Jogos Pan-Americanos de 2019,os dois Comitês de Candidatura realizaram as suas apresentações finais.
Diversas autoridades locais e nacionais colombianas estiveram presentes,sendo a mais importante a presença do ministro do Esporte,Ernesto Lucena. Também estavam presentes,o presidente do Comitê Olímpico da Colômbia, Baltazar Medina, e a governadora do Vale do Cauca, Dilian Francisca Toro.

## Marketing

#### Logotipo
Como esta é a primeira versão dos Jogos Pan-Americanos Júnior, a realização deles girará em torno de ser a número um. Da mesma forma, os valores da juventude e a força da mudança que vem com isso serão destacados, de modo que o emblema e o slogan são chamado de "Todo X Você".
"Sabemos o que o mundo espera de nós. Nascemos para transformar o que sabemos no que queremos; não vivemos por pressão, mas por paixão e entendemos que o prêmio de competir é compartilhar. Portanto, se o mundo está em nossas mãos, está em as melhores.
Hoje é a nossa hora de mostrar a eles que somos feitos de jovens que, quando você perde, não derrota e, quando ganha, não para. É por isso que nosso primeiro passo fará história, nossa história, a de nossos países, a de nosso continente; a de uma irmandade pan-americana que vale tudo, que não conhece barreiras e assume o poder da diferença, porque ser diferente nos torna únicos.
Vamos mudar o mundo e vamos fazer isso agora, vamos fazer história e vamos fazer aqui, vamos ser ótimos e vamos fazer isso hoje, vamos dar tudo e tudo será para você."

#### Mascote
O ínicio do processo foi realizado no dia 10 de dezembro de 2019 por meio de uma chamada pública e consistia na oportunidade de que diversas pessoas pudessem enviar suas propostas. Este concurso terminou em 20 de dezembro do mesmo ano, e o vencedor foi anunciado em 23 de dezembro. O animal foi apresentado em evento oficial em 1º de março de 2020.
Um amigável Quati chamado "Pana" é o rosto dos primeiros Jogos Pan-Americanos Júnior da história. O personagem foi apresentado no Estádio Pascual Guerrero,antes de um amistoso entre o time master do Barcelona e a seleção master da Colômbia. Pana começou.
O quati é um animal conhecido por sua capacidade de prosperar em vários climas, desde os Estados Unidos até a Argentina, representando a diversidade duradoura da região. Embora a família pan-americana abranja 41 países, Pana lembra que, apesar das fronteiras e dos quilômetros intermediários, todos têm algo em comum.
O nome "Pana" não é apenas um aceno para a Família Pan-Americana, mas também representa o único dialeto registrado da língua espanhola da Colômbia que é o Coati. Nascido de uma expressão colombiana, "pana" é sinônimo de "amigo", "companheiro" e "aliado". O nome foi adaptado para um quati, um animal comumente encontrado vivendo em grupos de 30 ou mais.Pana e sua família são atletas experientes como nadadores e alpinistas que nunca recuam de um desafio, apesar do tamanho, tornando o personagem a personificação perfeita do espírito dos Jogos Pan-Americanos Júnior.
"Pana me pareceu muito legal. O nome dele também é muito legal, adorei. Fico feliz que ele nos represente e será o símbolo dos milhares de atletas que virão para competir aqui no Vale do Cauca. A partir de hoje somos todos PANA",declarou a atleta Valeria Cabezas,que vem se tornando um destaque local do atletismo.
O design vencedor da mascote foi escolhido após receber mais de 100 propostas da comunidade. O vencedor é um designer de 26 anos chamado Brayan Rangel, que esteve presente na cerimônia de lançamento do personagem.

#### Direitos de transmissão
A PanAm Sports anunciou há exatos três meses do início das competições que não haverá cobrança referente aos direitos de transmissão do evento, usando o sinal via satélite para todas as emissoras que se interessarem em cobrir os jogos. Além disso, anunciou também que os jogos serão transmitidos pelo próprio canal da PanAm Sports no streaming, com sinais exclusivos e disponíveis em inglês, espanhol e português. A responsabilidade de transmissão é do canal Tele Pacífico.
No Brasil, a cobertura ficou sob responsabilidade do Comitê Olímpico Brasileiro em seu site oficial via streaming.

## Esportes
321 eventos em 28 esportes estão programados para serem disputados. O programa esportivo completo foi confirmado em setembro de 2020. Depois de serem incluídos originalmente, basquete (5x5), BMX freestyle e hóquei em campo não foram incluídos na lista final. Outros eventos olímpicos e disciplinas não disputadas incluem: natação em águas abertas, pólo aquático, canoagem slalom, hipismo, futebol e rúgbi de sete.
Os números entre parênteses indicam o número de eventos de medalha a serem disputados em cada esporte / disciplina.
- Aquáticos
  -  Natação (36) (detalhes)
  -  Natação artística (4) (detalhes)
  -  Saltos ornamentais (7) (detalhes)
- Atletismo (45) (detalhes)
- Badminton (3) (detalhes)
- Beisebol
  -  Beisebol (1) (detalhes)
  -  Softbol (1) (detalhes)
- Basquetebol 3x3 (2) (detalhes)
- Boliche (4) (detalhes) [a]
- Boxe (13) (detalhes)
- Canoagem  (detalhes) 
  - Canoagem velocidade (12)
- Caratê (10) (detalhes)
- Ciclismo  (detalhes) 
  - BMX (2)
  - Mountain bike (2)
  - Estrada (4)
  - Pista (12)
- Esgrima (6) (detalhes)
- Ginástica  (detalhes) 
  - Ginástica artística (14)
  - Ginástica de trampolim (4)
  - Ginástica rítmica (8)
- Handebol (2) (detalhes)
- Judô (14) (detalhes)
- Levantamento de peso (14) (detalhes)
- Lutas  (detalhes) 
  - Luta greco-romana (6)
  - Luta livre (12)
- Patinação sobre rodas[a]
  -  Patinação artística sobre rodas (2) (detalhes)
  -  Patinação sobre rodas (12) (detalhes)
- Pentatlo moderno (3) (detalhes)
- Remo (10) (detalhes)
- Squash (7) (detalhes) [a]
- Skate (2) (detalhes) [b]
- Taekwondo (8) (detalhes)
- Tênis (5) (detalhes)
- Tênis de mesa (7) (detalhes)
- Tiro (6) (detalhes)
- Tiro com arco (8) (detalhes)
- Triatlo (3) (detalhes)
- Vela (4) (detalhes)
- Voleibol
  -  Voleibol (2) (detalhes)
  -  Voleibol de praia (2) (detalhes)

a  Modalidades Pan-Americanas.
b  Modalidades olímpicas opcionais que farão parte do programa dos Jogos Olímpicos de Verão de 2024.

### Calendário
No calendário de eventos a seguir, cada caixa azul representa uma competição, como uma rodada de qualificação, naquele dia. As caixas amarelas representam os dias durante os quais os eventos finais de um esporte serão realizados. O número em cada caixa representa o número de finais a serem jogados naquele dia. Os eventos começarão em 23 de novembro, dois dias antes da cerimônia de abertura, e culminará no dia 5 de dezembro com a cerimônia de encerramento.
| CA | Cerimônia de Abertura | ● | Competições | 1 | Eventos finais | CE | Cerimônia de Encerramento |

| Novembro / Dezembro                | Novembro / Dezembro                | 23 Ter   | 24 Qua | 25 Qui | 26 Sex | 27 Sáb | 28 Dom | 29 Seg | 30 Ter | 1 Qua | 2 Qui | 3 Sex | 4 Sáb | 5 Dom | Eventos |
| ---------------------------------- | ---------------------------------- | -------- | ------ | ------ | ------ | ------ | ------ | ------ | ------ | ----- | ----- | ----- | ----- | ----- | ------- |
| Cerimônias (abertura/encerramento) | Cerimônias (abertura/encerramento) |          |        | CA     |        |        |        |        |        |       |       |       |       | CE    | —       |
| Atletismo                          | Atletismo                          |          |        |        |        |        |        |        | 5      | 7     | 12    | 12    | 9     |       | 45      |
| Badminton                          | Badminton                          |          |        |        | ●      | ●      | ●      | 3      |        |       |       |       |       |       | 3       |
| Basquetebol 3x3                    | Basquetebol 3x3                    |          |        |        |        |        |        |        |        |       | ●     | ●     | ●     | 3     | 3       |
| Beisebol                           | Beisebol                           |          |        |        | ●      | ●      | ●      | ●      | ●      | ●     | 1     |       |       |       | 1       |
| Boliche                            | Boliche                            |          |        |        |        |        | 2      | ●      | 2      |       |       |       |       |       | 4       |
| Boxe                               | Boxe                               |          |        |        | ●      | ●      | ●      | ●      |        | 13    |       |       |       |       | 13      |
| Canoagem                           | Canoagem                           |          |        |        | ●      | 6      | 6      |        |        |       |       |       |       |       | 12      |
| Caratê                             | Caratê                             |          |        |        |        |        |        |        |        |       |       | ●     | 4     | 6     | 10      |
| Ciclismo                           | BMX                                |          |        |        | ●      | 2      |        |        |        |       |       |       |       |       | 2       |
| Ciclismo                           | Montanha                           |          |        |        |        | 2      |        |        |        |       |       |       |       |       | 2       |
| Ciclismo                           | Pista                              |          |        |        | 3      | 2      | 2      | 5      |        |       |       |       |       |       | 12      |
| Ciclismo                           | Estrada                            |          |        |        |        |        |        |        |        | 2     | 1     | 1     |       |       | 4       |
| Esportes Aquáticos                 |                                    |          |        |        |        |        |        |        |        |       |       |       |       |       |         |
| Saltos ornamentais                 |                                    |          | ●      | 3      | 2      | 2      |        |        |        |       |       |       |       | 7     |         |
| Natação artística                  |                                    |          |        |        |        |        |        |        |        | ●     | 2     | 2     |       | 4     |         |
| Natação                            |                                    |          |        | 8      | 7      | 9      | 6      | 6      |        |       |       |       |       | 36    |         |
| Esgrima                            | Esgrima                            |          |        |        |        |        |        |        |        |       |       | 2     | 2     | 2     | 6       |
| Ginástica                          |                                    |          |        |        |        |        |        |        |        |       |       |       |       |       |         |
| Artística                          |                                    |          |        | 2      | 2      | 5      | 5      |        |        |       |       |       |       | 14    |         |
| Rítmica                            |                                    |          |        |        |        |        |        |        |        |       | ●     | 2     | 6     | 8     |         |
| Trampolim                          |                                    |          |        |        |        |        |        |        |        |       | ●     | 4     |       | 4     |         |
| Handebol                           | Handebol                           | ●        | ●      | ●      |        | ●      | 1      | ●      | ●      | ●     |       | ●     | 1     |       | 2       |
| Judô                               | Judô                               |          |        |        | 7      | 7      | 1      |        |        |       |       |       |       |       | 15      |
| Levantamento de peso               | Levantamento de peso               |          |        |        | 4      | 4      | 4      | 2      |        |       |       |       |       |       | 14      |
| Lutas                              | Lutas                              |          |        |        |        |        |        |        |        | 6     | 3     | 5     | 4     |       | 18      |
| Patinação sobre rodas              | Artística                          |          |        |        |        |        |        |        |        |       | ●     | 2     | 2     |       | 4       |
| Patinação sobre rodas              | Velocidade                         |          |        |        |        |        |        |        | 4      | 4     | 4     |       |       |       | 12      |
| Pentatlo moderno                   | Pentatlo moderno                   |          |        |        |        |        |        |        |        | ●     | 1     | 1     | ●     | 1     | 3       |
| Remo                               | Remo                               |          |        |        |        |        |        |        |        | ●     | 2     | 4     | 4     |       | 10      |
| Skate                              | Skate                              |          |        |        | 2      |        |        |        |        |       |       |       |       |       | 2       |
| Squash                             | Squash                             |          |        |        | ●      | 2      | ●      | 3      | ●      | 2     |       |       |       |       | 7       |
| Softbol                            | Softbol                            |          |        |        |        | ●      | ●      | ●      | ●      | ●     | 1     |       |       |       | 1       |
| Taekwondo                          | Taekwondo                          |          |        |        | 4      | 4      |        |        |        |       |       |       |       |       | 8       |
| Tênis                              | Tênis                              |          |        |        |        |        |        | ●      | ●      | ●     | ●     | 3     | 2     |       | 5       |
| Tênis de mesa                      | Tênis de mesa                      |          |        |        |        |        |        |        | ●      | 1     | 4     | ●     | ●     | 2     | 7       |
| Tiro com arco                      | Tiro com arco                      |          |        |        | ●      | ●      | 8      |        |        |       |       |       |       |       | 8       |
| Tiro esportivo                     | Tiro esportivo                     |          |        |        | 2      | 2      | 2      |        |        |       |       |       |       |       | 6       |
| Triatlo                            | Triatlo                            |          |        |        | 2      |        | 1      |        |        |       |       |       |       |       | 3       |
| Vela                               | Vela                               |          |        |        |        |        |        |        |        |       | ●     | ●     | 4     |       | 4       |
| Voleibol                           | Voleibol                           |          |        |        | ●      | ●      | ●      | ●      | 1      | ●     | ●     | ●     | ●     | 1     | 2       |
| Voleibol                           | Voleibol de praia                  |          |        |        |        |        |        |        | ●      | ●     | ●     | ●     | 2     |       | 2       |
| Total de eventos                   | Total de eventos                   | -        | -      | -      | 43     | 42     | 37     | 24     | 18     | 35    | 29    | 30    | 42    | 21    | 321     |
| Novembro / Dezembro                | Novembro / Dezembro                | 23 Terça | 24 Qua | 25 Qui | 26 Sex | 27 Sáb | 28 Dom | 29 Seg | 30 Ter | 1 Qua | 2 Qui | 3 Sex | 4 Sáb | 5 Dom | Eventos |

### Quadro de medalhas
Atualizado em 15h 27min de 08 de dezembro de 2023 (UTC)
     País sede destacado.
| Quadro de medalhas / Cali-Valle 2021 |                           |                 |                  |                   |       |
| Pos                                  | País                      | Medalha de ouro | Medalha de prata | Medalha de bronze | Total |
| 1                                    | BRA Brasil                | 59              | 49               | 55                | 163   |
| 2                                    | COL Colômbia              | 48              | 34               | 63                | 145   |
| 3                                    | USA Estados Unidos        | 47              | 29               | 38                | 114   |
| 4                                    | MEX México                | 46              | 76               | 48                | 172   |
| 5                                    | CUB Cuba                  | 29              | 19               | 22                | 70    |
| 6                                    | ARG Argentina             | 19              | 22               | 32                | 73    |
| 7                                    | ECU Equador               | 15              | 14               | 24                | 53    |
| 8                                    | CHI Chile                 | 12              | 15               | 31                | 58    |
| 9                                    | PRI Porto Rico            | 8               | 4                | 8                 | 20    |
| 10                                   | URU Uruguai               | 8               | 3                | 3                 | 14    |
| 11                                   | VEN Venezuela             | 6               | 7                | 21                | 34    |
| 12                                   | PER Peru                  | 6               | 15               | 14                | 35    |
| 13                                   | DOM República Dominicana  | 5               | 8                | 10                | 23    |
| 14                                   | CAN Canadá                | 4               | 1                | 5                 | 10    |
| 15                                   | PAR Paraguai              | 2               | 4                | 4                 | 10    |
| 16                                   | CRI Costa Rica            | 2               | 3                | 5                 | 10    |
| 17                                   | ARU Aruba                 | 2               | 1                |                   | 3     |
| 18                                   | GUA Guatemala             | 1               | 5                | 10                | 16    |
| 19                                   | BOL Bolívia               | 1               | 1                | 2                 | 4     |
| 20                                   | ESA El Salvador           |                 | 3                | 5                 | 8     |
| 21                                   | TTO Trinidad e Tobago     |                 | 1                | 1                 | 2     |
| 22                                   | NIC Nicarágua             |                 | 1                |                   | 1     |
| 22                                   | GRD Granada               |                 | 1                |                   | 1     |
| 22                                   | BER Bermudas              |                 | 1                |                   | 1     |
| 22                                   | SKN São Cristóvão e Neves |                 | 1                |                   | 1     |
| 22                                   | GUY Guiana                |                 | 1                |                   | 1     |
| 23                                   | PAN Panamá                |                 |                  | 5                 | 5     |
| 24                                   | HON Honduras              |                 |                  | 1                 | 1     |
| 24                                   | BAR Barbados              |                 |                  | 1                 | 1     |
| 24                                   | BAH Bahamas               |                 |                  | 1                 | 1     |
| 24                                   | LCA Santa Lúcia           |                 |                  | 1                 | 1     |
| Total                                | Total                     | 321             | 322              | 410               | 1 053 |

## Participantes
Todos os 41 Comitês Olímpicos Nacionais membros da PanAm Sports enviaran delegações a Cali
| \| - ANT Antígua e Barbuda - ARG Argentina - ARU Aruba - BAH Bahamas - BAR Barbados - BIZ Belize - BER Bermudas - BOL Bolívia - BRA Brasil - CAN Canadá - CHI Chile - COL Colômbia (sede) - CRC Costa Rica - CUB Cuba \| - DMA Dominica - ESA El Salvador - ECU Equador - USA Estados Unidos - GRN Granada - GUA Guatemala - GUY Guiana - HAI Haiti - HON Honduras - CAY Ilhas Cayman - ISV Ilhas Virgens Americanas - IVB Ilhas Virgens Britânicas - JAM Jamaica - MEX México \| - NCA Nicarágua - PAN Panamá - PAR Paraguai - PER Peru - PUR Porto Rico - DOM República Dominicana - LCA Santa Lúcia - SKN São Cristóvão e Neves - VIN São Vicente e Granadinas - SUR Suriname - TTO Trinidad e Tobago - URU Uruguai - VEN Venezuela \| | | |
| - ANT Antígua e Barbuda - ARG Argentina - ARU Aruba - BAH Bahamas - BAR Barbados - BIZ Belize - BER Bermudas - BOL Bolívia - BRA Brasil - CAN Canadá - CHI Chile - COL Colômbia (sede) - CRC Costa Rica - CUB Cuba | - DMA Dominica - ESA El Salvador - ECU Equador - USA Estados Unidos - GRN Granada - GUA Guatemala - GUY Guiana - HAI Haiti - HON Honduras - CAY Ilhas Cayman - ISV Ilhas Virgens Americanas - IVB Ilhas Virgens Britânicas - JAM Jamaica - MEX México | - NCA Nicarágua - PAN Panamá - PAR Paraguai - PER Peru - PUR Porto Rico - DOM República Dominicana - LCA Santa Lúcia - SKN São Cristóvão e Neves - VIN São Vicente e Granadinas - SUR Suriname - TTO Trinidad e Tobago - URU Uruguai - VEN Venezuela |